# Бадриашвили, Сергей Автандилович
Сергей Автандилович Бадриашвили (род. 25 августа 1985) — российский дзюдоист, чемпион России среди кадетов, призёр первенств России среди юниоров и молодёжи, чемпион (2010) и бронзовый призёр (2005, 2006) чемпионатов России, мастер спорта России. Живёт в Саранске. Выступал в полулёгкой (до 66 кг) и лёгкой (до 73 кг) весовых категориях. Работает старшим тренером-преподавателем СДЮСШОР по дзюдо Республики Мордовия (Саранск).

## Спортивные результаты
- Чемпионат России среди кадетов 2001 года — ;
- Чемпионат России среди юниоров 2004 года — ;
- Чемпионат России среди молодёжи 2006 года — ;
- Чемпионат России по дзюдо 2005 года — ;
- Чемпионат России по дзюдо 2006 года — ;
- Чемпионат России по дзюдо 2010 года — ;